# La Vie véritable
Pour plus de détails, voir Fiche technique et Distribution.
La Vie véritable (Αληθινή ζωή, Alithini Zoï) est un film grec réalisé par Pános Koútras et sorti en 2004. Présenté au Festival international du film de Thessalonique.

## Synopsis
Après une longue cure de désintoxication à l'étranger, Aris revient en Grèce et à Athènes. Il rentre chez sa mère qui vit avec sa secrétaire particulière et un jardinier muet. Leur villa et leur piscine (réputée la plus profonde d'Europe) ont vue sur l'Acropole d'Athènes. Aris, qui tombe amoureux d'Alexandra, revient sur les lieux où il s'est drogué et parcourt à nouveau le chemin qui l'avait emprunté alors. Un incendie de forêt menace la capitale pendant ce temps.

## Fiche technique
- Titre : La Vie véritable
- Titre original : Αληθινή ζωή (Alithini Zoï)
- Réalisation : Pános Koútras
- Scénario : Pános Koútras et Panos Evangelidis
- Société de production : Argonaftes S.A., Centre du cinéma grec, Strada Productions, Filmnet, PPV S.A.
- Directeur de la photographie : Ilias Konstantakopoulos
- Direction artistique : Panagiotis Chatzisstefanou
- Costumes : Panagiotis Chatzisstefanou
- Musique : Michalis Delta
- Pays d'origine : Grèce
- Genre : drame
- Format  : 35 mm
- Durée : 111 minutes
- Date de sortie : 2004

## Distribution
- Nikos Kouris : Aris
- Themis Bazaka : Kalliga
- Marina Kalogirou : Alexandra
- Maria Panouria : Sylvia
- Anna Mouglalis : Joy
- Yiannis Diamantis : Hristos